# Osons oser
Osons oser (Gosem gosar) és un partit polític de Martinica d'ideologia dretana, fundat el 27 de febrer de 2000 per l'ex-parlamentari i alcalde de Le Morne-Rouge, Pierre Petit.
La idea del partit va sorgir arran del manifest publicat el 1995 per Pierre Petit Osons Oser. El 1998 creà un grup polític amb aquest nom que engrescà la celebració de reunions de reflexió amb militants, electes i professionals de dreta de tots els orígens. D'ací va sorgir el partit el 2000, amb un estatut i comitè directiu.
El seu objectiu és que tots els partits polítics d'esquerra i dreta treballin conjuntament per a desenvolupar un projecte polític i econòmic per tal de trencar la letargia de Martinica. Favorable a l'evolució institucional, Pierre Petit rebutja qualsevol idea d'independència i s'inscriu en el marc legal francès i europeu. Considera que el seu partit representa la dreta martiniquesa progressista.
El moviment Osons Oser té 1 electe al Consell General de Martinica (Jenny Dulys) i domina un ajuntament, Le Morne-Rouge. A les eleccions municipals del 9 i 16 de març de 2008 Jenny Dulys va ser elegida alcalde de le Morne-Rouge amb 1.763 vots, el 62,54% dels vots emesos.